# Drabina na Orlej Perci
Drabina na Orlej Perci – drabina zamontowana na szlaku tatrzańskim Orla Perć na Zamarłej Turni nad Kozią Przełęczą, powstała w 1904 roku. Wymieniona we wrześniu roku 2023 na szerszą i stabilniejszą.

## Parametry
Drabina liczy 26 szczebli, a jej długość wynosi 8 metrów. Dolny koniec drabiny położony jest kilkanaście metrów powyżej wcięcia Koziej Przełęczy o wysokości 2126 m n.p.m.

## Historia

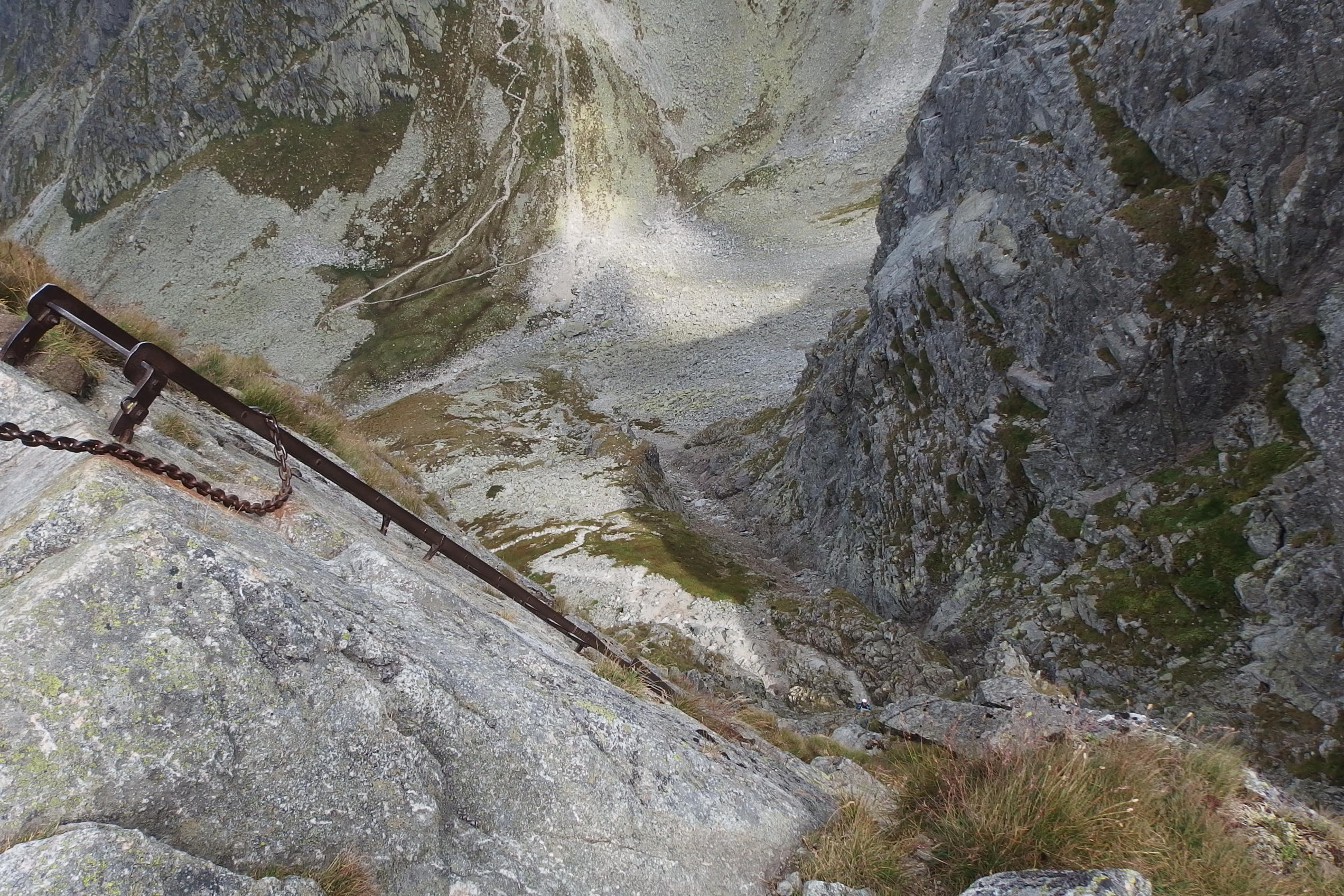
Widok z góry na drabinę (2015)

Drabinę, jak i inne żelazne zabezpieczenia dla budowanego właśnie szlaku Orla Perć, zamówił ksiądz Walenty Gadowski w Tarnowie u ślusarza Alberta Lenczowskiego. Żelazne konstrukcje zostały wniesione na Kozią Przełęcz przez księdza Gadowskiego 11 lipca 1904. Drabinę osadzono w zagłębieniach przy użyciu ołowiu, gdyż w tym czasie nie znano jeszcze techniki spawania. Wymagało to osuszenia z wilgoci, gdyż inaczej podgrzana płynnym ołowiem woda zamieniała się w parę wodną i eksplodowała. Ksiądz Gadowski podaje we wspomnieniach, że nie udało się uniknąć eksplozji przy montażu.
Po raz pierwszy drabina została wspomniana w 1907 roku w przewodniku Janusza Chmielowskiego. Mariusz Zaruski użył jej przy pierwszym zimowym przejściu Zamarłej Turni. Drabiny nie wymieniono podczas największego remontu Orlej Perci w 1928 roku.
Prawie 120-letnią drabinę zastąpiono 15 września 2023 roku obiektem szerszym i stabilniejszym. Stara drabina znajdzie się najpewniej w tworzonym w Zakopanem Muzeum Taternictwa i Narciarstwa (filii Muzeum Tatrzańskiego). Drewniana statuetka z fragmentem oryginalnej drabinki została przekazana na aukcję Wielkiej Orkiestry Świątecznej Pomocy przez władze Tatrzańskiego Parku Narodowego.

## Turystyka
Na drabinie obowiązuje kierunek ruchu w dół. Drabina nad Kozią Przełęczą jest położona prawie w pionie, silnie eksponowana, toteż uważa się ją za trudny element Orlej Perci. Było to również miejsce interwencji TOPR, trudności odczuwały głównie osoby z lękiem wysokości.